# Mikoyan Proyecto 1.44
El Mikoyán MiG Proyecto 1.44 (en ruso: Микоян МиГ-1.44, designación OTAN: Flatpack) fue un demostrador de tecnología de avión de caza desarrollado por la compañía rusa Mikoyán. Este avión ha recibido múltiples nombres dentro de la compañía como Objeto/Artículo 1.44/1.42, 1.42 se refiere al diseño (designación OTAN: Foxglove) mientras que 1.44 es la designación del prototipo; también fue conocido como MiG-MFI, y extraoficialmente durante un tiempo fue conocido como MiG-35 pero actualmente este nombre es asignado a un nuevo caza ruso de 4.5 generación.
Fue uno de los proyectos iniciados en la Unión Soviética como respuesta al programa estadounidense Advanced Tactical Fighter (ATF) que daría lugar al caza de 5.ª generación F-22 Raptor. Incorporaba numerosas características de los cazas de quinta generación como aviónica avanzada, tecnología furtiva, supermaniobrabilidad y supercrucero. El desarrollo del diseño fue lento, caracterizado por aplazamientos repetidos y prolongados debido a la falta crónica de fondos; Rusia abandonó el proyecto 1.44 para dar prioridad al PAK FA.
Desarrollador: ANPK MiG
País: Rusia
Primer vuelo: 2000
Tipo: Luchador experimental
El 29 de febrero de 2000, por primera vez, un caza experimental de la Russian Aircraft Corporation (RSK) MiG, conocido como el "Producto 1.44", despegó del suelo por primera vez. El vuelo de prueba tuvo lugar en la base de pruebas y desarrollo de vuelo (LI y DB), ubicada en el aeródromo del Instituto de Investigación de Vuelo. M. Gromov en la ciudad de Zhukovsky cerca de Moscú. El vuelo, que duró 18 minutos (desde las 11:25 hasta las 11:43 hora de Moscú), estuvo totalmente de acuerdo con la tarea. El avión ganó una altitud de aproximadamente 1000 m, voló dos círculos sobre el aeródromo a una velocidad de 500-600 km / h, después de lo cual aterrizó con éxito.
“El vuelo, que todos hemos estado esperando durante tanto tiempo, fue sorprendentemente rutinario”, dijo el piloto jefe del RAC MiG, piloto de pruebas de honor, héroe de Rusia, Vladimir Gorbunov. - El automóvil se comportó obedientemente, aunque es obvio que en términos de sus cualidades acrobáticas se trata de un avión fundamentalmente nuevo. Así que todo el trabajo aún está por delante.
En cuanto al trabajo que “todavía queda por delante”, hablaremos un poco más adelante. Pero en cuanto a la vida cotidiana de este evento, vale la pena prestarle atención. El vuelo exitoso de un avión como el 1.44 es, a todas luces, un hecho de trascendencia mundial. Después de todo, este auto es más que único. Incorpora los últimos logros de la ciencia y la tecnología de la aviación, disponibles hasta ahora solo para dos estados: Rusia y los Estados Unidos. Y tanto más sorprendente que el evento en Zhukovsky pasó casi desapercibido. Un breve mensaje en las noticias de la noche, entre los próximos escándalos políticos y el pronóstico del tiempo, algunas líneas en los periódicos y un pequeño comunicado de prensa en el sitio de Internet del RAC MiG ¡Y eso es todo! No había vídeo de los invitados de honor (al igual que no había invitados propios), ni la rueda de prensa requerida en estos casos, ni siquiera fotografías de la aeronave en pleno vuelo.
La respuesta a la pregunta bastante lógica, por qué ahora todo fue completamente diferente, la da, según nos parece, el artículo de Viktor MARKOVSKII a continuación. Es cierto que fue escrito hace casi seis meses, por lo que consideramos necesario completar este trabajo con un epílogo o epílogo editorial, que refleje una serie de puntos muy importantes señalados después de su redacción.
En enero de 1999, en la pista del LII. M. Gromov, tuvo lugar un evento largamente esperado: una demostración pública del primer modelo de vuelo de un luchador prometedor, creado bajo el código "proyecto 1.42". Sin embargo, el evento, programado para coincidir con el 60 aniversario de la famosa Oficina de Diseño de Mikoyan y concebido como una verdadera fiesta, dio lugar a un turbio camino de todo tipo de especulaciones y chismes. El automóvil, que no tuvo tiempo de despegar, provocó una tormenta de opiniones encontradas, que se convirtió en un reflejo de los recientes trastornos financieros y de personal en el RAC MiG. La exageración de los periódicos y la televisión, que a veces era francamente especulativa, era solo un eco de las serias batallas encubiertas que se habían estado dando en torno al nuevo automóvil durante mucho tiempo. Detrás de este escándalo, un evento que en realidad fue sobresaliente para todo el mundo de la aviación de alguna manera quedó sin atención: el surgimiento de un fundamentalmente nuevo,
Pero volvamos al luchador, cuya existencia misma, hasta hace poco, se clasificaba como "ultrasecreta". El trabajo en el programa 1.42 comenzó a fines de los años 70, cuando se determinaron en términos generales las prioridades en los requisitos para el futuro luchador. Estos iban a ser los siguientes:
la multifuncionalidad, que suponía igualdad de oportunidades para acciones contra objetivos aéreos y terrestres (este último, incluidos los cazas de cuarta generación con sus cualidades "multipropósito", quedó en un segundo plano y se redujo solo a la posibilidad de llevar bombas y NAR sin la debida provisión de los sistemas de puntería Debido a esto, la efectividad de los ataques de asalto de los MiG-29 y Su-27 dejaba mucho que desear - sus pilotos tenían que apuntar habitualmente "en la bota");
baja visibilidad en todos los espectros (visual, radar, térmico y electromagnético);
supermaniobrabilidad, que implicó la implementación de técnicas no convencionales y elementos tácticos de combate aéreo, así como ampliar el rango de posibles modos de vuelo sin llegar al borde de la pérdida y pérdida;
velocidades de vuelo de crucero supersónicas, lo que permite un estilo enérgico de combate aéreo, imponiendo la iniciativa al enemigo y respondiendo rápidamente a una situación táctica cambiante.
Las características generales preliminares del luchador, que recibió la oficina de diseño de código temporal "producto 5.12", tomaron forma a principios de los años 80. El nombre, para mantener el secreto, se dio por analogía con lo que se usó en la documentación de trabajo del MiG-29, con un mayor refinamiento de la modificación (9.12, 9.13, 9.15 y otros). Por lo tanto, incluso con una fuga accidental de información, se creó la impresión de que estábamos hablando de una de las opciones para "veintinueve". El diseñador general Rostislav Belyakov estuvo a cargo del tema, Georgy Sedov fue nombrado diseñador jefe (más tarde fue reemplazado por Yuri Vorotnikov).
Mientras tanto, hubo informes de que el trabajo estadounidense se desarrollaba casi en paralelo en el proyecto de un luchador táctico prometedor ATF (Advanced Tactical Fighter). La Fuerza Aérea de los EE. UU. Emitió contratos para la investigación sobre la formación de su apariencia a siete empresas en septiembre de 1983, y el 31 de octubre de 1986 se determinaron los ganadores: Lockheed y Northrop, que debían llevar prototipos a pruebas competitivas.
Sin demora, también se tomó una decisión a nivel estatal en nuestro país: una resolución conjunta cerrada del Politburó del Comité Central del PCUS y el Consejo de Ministros de la URSS, adoptada en 1986, estipuló las etapas principales, los plazos y los responsables de la Programa MFI: un luchador multifuncional. Los principales institutos de investigación de aviación, el Ministerio de Defensa y la Fuerza Aérea, con la participación de la Oficina de Diseño, formaron la imagen conceptual de un nuevo caza, sobre la base de la cual la Fuerza Aérea formuló una tarea técnica clara para un avión prometedor.
Al diseñarlo, se tomó como base la misma fórmula de las “tres C”, pero las prioridades en él han cambiado un poco:
velocidad de crucero supersónica;
supermaniobrabilidad;
secreto.
La implementación de requisitos bastante contradictorios requirió una gran cantidad de investigación. El cambio de énfasis condujo a diferencias significativas en el diseño de MFI con respecto a los cazas de la generación anterior que recién entraban en servicio: se tuvo que abandonar el diseño integral, lo que aumentó significativamente la sección media y contradijo los requisitos de crucero supersónico, el ala perdió su fluidez y adquirió una "V" transversal positiva, se propusieron nuevas superficies de control, para las cuales aún no se ha encontrado un nombre. Al mismo tiempo, según uno de los diseñadores, la MFI estaba mirando el "MiG-25 evolucionado", un caza de alta velocidad que había "crecido" a un nivel cualitativamente nuevo. El concepto aerodinámico de las IMF fue desarrollado en TsAGI, que recomendó las siguientes soluciones para su implementación:
el esquema de "pato", que es beneficioso tanto en términos de maniobrabilidad como de mejores propiedades de rodamiento, con una alineación trasera que es estáticamente inestable;
ala de gran superficie y forma triangular con un barrido a lo largo del borde de ataque de 40-45 °;
desviación del vector de empuje del motor para mejorar el rendimiento de despegue y proporcionar una gran maniobrabilidad;
entrada de aire ajustable ventral, óptima en supersónico y subsónico, así como a bajas velocidades y altos ángulos de ataque y tiene menos visibilidad de radar debido al "sombreado" desde arriba por el fuselaje;
Colocación interna o conformada de armas.
El diseño preliminar de la IMF se presentó a la dirección de la Fuerza Aérea y pasó con éxito la defensa ante la comisión estatal. Después de pasar la comisión de maqueta, que aprobó la apariencia de la IMF, continuaron los ajustes y el refinamiento de su esquema. Los primeros dibujos de trabajo para el "producto 5.12" ya se publicaron en 1986, pero la versión original (bajo este término, adoptado en la práctica de las oficinas de diseño, se refiere a la próxima versión en el proceso de creación de una máquina) ha sufrido cambios significativos. Además de involucrar el aparato matemático y el gran volumen de purgas en los túneles de viento TsAGI (lejos de que todos los procesos se puedan calcular: la aerodinámica de vórtice, que se ha convertido en la base para dominar grandes ángulos de ataque, requiere experimentos a gran escala), los estudios del "producto 5.12" se lanzaron en modelos voladores controlados a gran escala.
Los "cinco" de cuatro metros y media tonelada lanzados desde la suspensión del helicóptero pasaron a modos extremos, demostrando el comportamiento y la capacidad de control de la futura máquina en ángulos de ataque supercríticos y ayudando a dominar las técnicas para salir de condiciones peligrosas.
Debido al secreto del tema, las pruebas se realizaron en las estepas del sitio de pruebas de la Fuerza Aérea NIK cerca de Aktobe. Los vuelos se programaron exclusivamente para las "ventanas" entre los tramos de los satélites de reconocimiento occidentales, y los propios modelos tenían un color amarillo verdoso que se enmascaraba contra el fondo del terreno. Se prescribió recogerlos en cuestión de minutos después del aterrizaje.
Estas pruebas, "cerca del combate", no fueron fluidas, las averías y el análisis de incidentes después de "caídas controladas" eran comunes, pero se pagaron con información de películas de telemetría y registradores de vuelo, que inmediatamente entraron en acción. Los registros permitieron juzgar la efectividad de ciertas soluciones, fueron estudiados por pilotos de prueba, quienes recibieron una oportunidad única de evaluar el comportamiento del futuro avión con anticipación, especialmente en modos peligrosos. En vuelos de modelos con control mecánico convencional, ya para 1990, se lograba un comportamiento estable sin tendencia a entrar en pérdida en ángulos de hasta 60° y características de giro envidiables para máquinas de esquema “estable”. En sí mismo, esto era prometedor, ya que anteriormente se creía que un avión estáticamente inestable de un diseño similar, no equipado con un sistema de control de estabilidad artificial,
Sobre la base de investigaciones y búsquedas en curso, se realizaron cambios en el diseño. Las innovaciones, a veces significativas, también se introdujeron en el primer prototipo ensamblado en la planta en la Oficina de Diseño. El trabajo en él comenzó en 1989, ya bajo el código "proyecto 1.42". En 1994, el proyecto había pasado por seis revisiones, cuatro de las cuales se probaron en modelos voladores.
Inicialmente, se planeó equipar la aeronave con motores con toberas planas que reducen la visibilidad del radar y protegen los discos de las turbinas. Sin embargo, este diseño, que a primera vista es más simple, resultó difícil de implementar debido a la distribución insatisfactoria de los campos de temperatura en la “caja” de la boquilla durante la transición de una sección circular a una rectangular, que amenazaba con quemarse. fuera de las paredes. La transición a las toberas planas tuvo que posponerse y, mientras tanto, los motores lograron controlar el vector de empuje al rechazar las habituales toberas redondas ajustables, y desde 1991 se habrían introducido en la edición principal.
El ala MFI con un borde de ataque recto sin afluencia difería de la que se había aceptado generalmente en los cazas de la generación anterior. La formación de vórtices que fluyen por los bordes de ataque y tienen un efecto positivo en la estabilidad (el académico de TsAGI Byushgens los comparó en sentido figurado con "rieles a lo largo de los cuales un avión se desliza sin entrar en pérdida en ángulos altos") están diseñados para implementar los haces de fijación PGO, la ubicación de que tuvo que ser cuidadosamente seleccionado experimentalmente - de su instalación, el espesor y el exceso sobre el ala depende de la deriva óptima del flujo y la convergencia de los vórtices que forman el flujo alrededor del ala. Esto es especialmente significativo para un diseño de ala adaptativa, cuando la operación conjunta de las narices deflectoras y los flaperones cambia el patrón de flujo, "adaptando" el ala al modo de vuelo.
La tarea resultó ser difícil: las dos primeras ediciones con un PGO "limpio" fueron reemplazadas por otra, en la que las cuchillas del PGO (el término "estabilizador" ha perdido su significado, ya que el plumaje frontal del MFI realiza principalmente otras funciones) recibió un impresionante diente formador de vórtices. En la práctica de las oficinas de diseño, esta solución ya se utilizó en la mejora del MiG-23; luego, las consolas giratorias se equiparon con un diente y luego la afluencia de la sección central, que tuvo un efecto positivo en la maniobrabilidad.
El despliegue de armas también ha sufrido una transformación correspondiente. Se elaboró una variante del compartimiento de carga interno en la parte superior del fuselaje, desde donde los misiles, después de abrir las puertas, serían arrojados por empujadores hidroneumáticos (el diseño elaborado en el MiG-31, sin embargo, con un colocación semiempotrada ventral). Esta ubicación prometía algunas ventajas, facilitando la captura y lanzamiento contra objetivos emergentes y durante maniobras de sobrecarga. Sin embargo, inevitablemente conduciría a problemas en la operación: levantar misiles a una altura de cuatro metros, cuya masa incluso para el R-73M más liviano supera los 100 kg, y para misiles de largo alcance alcanza los 300-400 kg, grúas especiales y se requerirían andamios para cada aeronave - una solución demasiado costosa, engorrosa y completamente inaceptable para la práctica doméstica.
Se suponía que MFI recibiría un radar de nueva generación con un conjunto de antenas en fase. Este diseño, que consta de muchos módulos pequeños del tamaño de un dedo, cada uno de los cuales es un minirradiador independiente, es mucho más rápido y eficiente que un radar convencional con antena rotatoria, menos complejo mecánicamente y más resistente a los daños. Una novedad en el complejo de armamento fue un radar de "protección de cola" con detección de enemigos en el hemisferio trasero y designación de objetivos de misiles, incluidos aquellos con un lanzamiento inverso lanzado hacia atrás a lo largo del vuelo (esta técnica se desarrolló para R-60 y R- 73 misiles).
Mientras tanto, durante la construcción de una máquina experimental, surgieron problemas que resultaron ser más significativos que las dificultades de los diseñadores y tecnólogos, inevitables en el nuevo negocio. A fines de 1991, todo el complejo militar-industrial soviético entró en una grave crisis a gran escala. La industria de defensa ha perdido su anterior estatus privilegiado, los fondos asignados se han reducido catastróficamente, muchos especialistas informados han abandonado empresas y oficinas de diseño.
A esto se sumaron los impagos y la ruptura de los lazos económicos, intento de superación que fue la unificación de la planta experimental de Mikoyan en la Oficina de Diseño (ANPK MIG) y MAPO, y desde 1996, 12 empresas relacionadas incluidas en la industria militar. complejo MAPO, así como Aviabank. Aprovechado "en un carro" estructuras heterogéneas de problemas, sin embargo, no resolvió. La orientación financiera y productiva de la nueva dirección no tuvo el mejor efecto en la vida de la oficina de diseño, que no se adaptó a los retornos momentáneos. La "defensa" y en la época soviética no podía servir como ejemplo de gasto económico de fondos, pero ahora las nuevas oportunidades a veces conducían a la desaparición del dinero sin retorno alguno.
Con respecto a las IMF, esto tuvo consecuencias deprimentes: las finanzas asignadas a artículos específicos se “disuelven” en las profundidades del complejo militar-industrial y las estructuras vecinas, mientras que la construcción de la máquina se congela en ocasiones. Los “enfrentamientos” que surgieron en torno al luchador llegaron en ocasiones al aparato presidencial, pero el trabajo siguió sin tambalearse ni rodar. Esto sucedió, por ejemplo, durante la instalación del sistema de control, por lo que la planta "Gidromash" de Nizhny Novgorod no acordó suministrar engranajes de dirección sin pago anticipado. Otros sistemas que debían conservarse también carecían de personal. Al no llevarse bien con la nueva gerencia, el piloto de pruebas Mikhail Kvochur dejó la empresa, quien se convertiría en el líder de la IMF.
Finalmente, la aeronave, aunque aún no equipada con parte de las unidades, fue transportada al FRI a principios de 1994. En diciembre se realizó el primer rodaje de alta velocidad con separación del pilar delantero. Después de eso, la “era del estancamiento” comenzó de nuevo. El avión acumulaba polvo en el hangar y su exhibición, que se esperaba año tras año, se posponía constantemente con pretextos plausibles. El vacío se llenó con información escasa de representantes de la compañía y MAP, quienes confirmaron la existencia de un nuevo caza (que en sí mismo era inusual incluso con el advenimiento de la glasnost: no se dijo una palabra sobre la presencia del Sukhov S-37 hasta su primer vuelo).
En la exhibición aérea en Le Bourget en junio de 1995, el diseñador general adjunto Anatoly Belosvet anunció que la compañía espera mostrar 1.42 en la exhibición en Zhukovsky. Sin embargo, la demostración fue cancelada apenas unas horas antes de la apertura del MAKS-95, lo que se explica por una prohibición militar, aunque el avión recién pintado estaba listo para despegar. Solo los líderes del Ministerio de Defensa y los miembros del gobierno podían ingresar al área secreta del hangar.
El servicio de prensa, compensando el evento fallido, distribuyó el texto de una entrevista con Rostislav Belyakov, que afirmaba que 1.42 se creó en respuesta al programa estadounidense ATF, y la oficina de diseño "se adhirió firmemente a las características del proyecto que cumplen con los requisitos del Fuerza Aerea." Como resultado, se suponía que el MFI no solo sería igual al luchador estadounidense, sino que también "lo superaría en una serie de características". La última declaración sobre el avión americano, que ya volaba con fuerza, se convirtió entonces en casi un ritual, repitiéndose año tras año.
Mientras tanto, la MFI se volvió a mencionar oficialmente el 21 de marzo de 1996, cuando se mostró el entrenador MiG-AT. El director general de MAPO-MIG, Vladimir Kuzmin, anunció que, sujeto a la financiación adecuada, el nuevo caza podría lanzarse al aire "en seis meses". La referencia a las dificultades financieras ha sonado más de una vez, sin embargo, como señaló uno de los observadores occidentales, no sin malicia, “todavía vuelan otros aviones rusos”. La demostración 1.42 también se esperaba en MAKS-97, se pospuso día a día, pero finalmente no se volvió a realizar.
Mientras tanto, las pruebas de vuelo competitivas de los prototipos ATE, que se llevan a cabo desde 1990, han terminado en los Estados Unidos. El ganador fue el automóvil Lockheed, que recibió el nombre de F-22 Raptor. Se resolvió el problema de su puesta en servicio y, en septiembre de 1997, comenzaron los vuelos de cazas de serie experimentales.
El paso del tiempo estuvo lejos de tener el mejor efecto sobre el estado del programa de la IMF y la reputación de la empresa misma. Los funcionarios que celosamente guardaron secretos de estado y escondieron el auto nuevo del público le hicieron un flaco favor. Llamar la atención sobre un programa prometedor que podría convertirse en una demostración real de las capacidades de la industria rusa desempeñaría un papel no menor que el anuncio entre bastidores de la decisión de la comisión conjunta de la Fuerza Aérea y la Defensa Aérea de mantener el estatus de "nacional". programa del país" para las IFI. En los planes del Ministerio de Defensa y del Ejército del Aire, el caza seguía figurando año tras año como uno de los dos elementos de máxima prioridad (el segundo era el Sukhov T-108 (Su-27 IB).
Como resultado, el programa IFI comenzó a rezagarse cada vez más con respecto al ATF estadounidense. Hasta la fecha, esta brecha ha alcanzado los 8-10 años, el mismo período que en muchas declaraciones llamaron tímidamente "el tiempo requerido para la prueba". Se hizo imposible retrasar más. El éxito de los vecinos rivales también influyó: el 25 de septiembre de 1997, los sujovitas llevaron al aire su prototipo del caza de primera línea S-37 Berkut. Finalmente, después de largas demoras, se decidió hacer una demostración de la IMF, aunque no fuera de vuelo, programada para coincidir con el 60 aniversario de la empresa.
El avión se mostró el 12 de enero de 1999 en el FRI, donde fueron invitados muchos periodistas, agregados militares de países extranjeros y un sólido contingente de dignatarios nacionales, incluidos miembros del gobierno, de quienes dependía el destino de 1.42. Entre los que llegaron a Zhukovsky en un día claro y helado estaban el ministro de Defensa de la Federación Rusa Igor Sergeev, el Comandante en Jefe de la Fuerza Aérea Anatoly Kornukov, el ministro de Economía Andrei Shapovalyants y el Ayudante Presidencial Yevgeny Shaposhnikov (él era el "ahijado" en 1.42 - cuando era el Comandante en Jefe de la Fuerza Aérea, el mariscal participó activamente en la formación del programa) . Entre los invitados estaba el metropolita Kirill de Smolensk y Kaliningrado, acompañado por el arcipreste Alexei, decano de las iglesias del distrito local y "su hombre" en el LII, donde en abril de 1996 consagró el prototipo Mi G-AT.
La aparición del caza se produjo de forma espectacular: ante la venerable sociedad que se había congregado en la carretera de cemento, sacudiendo el aire desde lejos con el estruendo de los motores y arrojando una ventisca de nieve, el avión rodó, como si regresara de otro vuelo de prueba. El piloto de pruebas líder de la compañía Héroe de la Unión Soviética, Vladimir Gorbunov, salió de su cabina e informó a la gerencia que "en el suelo, el luchador es muy obediente".
La proyección fue seguida de una conferencia de prensa. Las preguntas fueron respondidas no solo por el director general de AIPC "MiG" Mikhail Korzhuev y el diseñador jefe Yuri Vorotnikov, sino también por representantes del gobierno. Si los mikoyanitas expresaron confianza en el éxito y la realidad de las características declaradas, entonces los ministros de defensa y economía se comportaron con mayor moderación, hablando evasivamente sobre la financiación de las pruebas. El metropolitano Kirill encontró palabras más convincentes y brillantes que las de los funcionarios, describiendo su interés en lo que vio: - lo único que hoy puede sacar a Rusia de un gran avance económico.
En presencia de distinguidos invitados, los mikoyanitas se encontraron en una situación difícil: todas las ventajas y características mencionadas del luchador, que aún no había "perforado el aire", sonaban como si se hubieran confirmado en la práctica, y la presentación del primer prototipo en sí, a sugerencia de algunos de los presentes, adquirió el carácter de una máquina de "venta" no realmente completa. Las publicaciones periódicas posteriores, que eran completamente analfabetas y, a menudo, tenían el carácter de una persecución abierta añadieron leña al fuego. Sin embargo, como señaló uno de los empleados de la Oficina de Diseño, "en los periódicos y en la televisión nos elogiaron con la misma estupidez con la que nos regañaron".
En algunos lugares, el primer modelo de vuelo de la MFI se denominó "modelo" e incluso "modelo": se podía leer que el avión fundamentalmente nuevo era un "desarrollo del MiG-31", y uno de los observadores militares en el rango del coronel complació a los lectores con el mensaje de que “¡el nuevo caza puede detectar un avión enemigo desde 3200 my golpearlo desde 2700 m! En general, la mayoría de las publicaciones nacionales sobre las IMF produjeron una impresión deprimente.
Al mismo tiempo, la primera publicación con una descripción detallada y una foto del MiG 1.42 apareció un día (!) Antes del espectáculo oficial en el semanario de aviación estadounidense Aviation Week and Space Technology del 11 de enero de 1999.
En cuanto al avión en sí, la muestra mostrada era algo diferente del proyecto 1.42 en su versión completa. Hablar del futuro en el tiempo actual es generalmente una tarea ingrata, y las pruebas de vuelo están precisamente encaminadas a confirmar las decisiones tomadas o (lo que ocurre con mucha más frecuencia) a realizar los cambios de diseño necesarios. Por lo tanto, el primer modelo de vuelo de la MFI se construyó en el desempeño del "producto 1.44" con un propósito muy específico y bastante limitado: evaluar la aeronave en el aire, determinar las características de su comportamiento y capacidad de control, así como "correr en "Motores nuevos.
Por lo tanto, son naturales una serie de diferencias con respecto a la "ejecución final", a la que los prototipos se acercan paso a paso durante las pruebas y el desarrollo (un procedimiento paso a paso, por cierto, estipulado por los estándares relevantes de la industria y generalmente aceptado). - es suficiente recordar el T-10 / 1 experimental y el Su-27 en serie, separados por "una gran distancia"). El diseño del "producto 1.44", el primer modelo de vuelo bajo el programa MFI, que indica algunas diferencias con el 1.42, se describe a continuación.
El avión es un monoplano tipo canard de un solo asiento con plumaje de dos aletas, similar a un caza pesado según la clasificación doméstica. Envergadura -15 m, longitud - 20 m y peso máximo de despegue - alrededor de 30 toneladas fueron nombradas entre las pocas características publicadas Los compuestos de fibra de carbono y polímeros son ampliamente utilizados en el diseño, cuya participación en la masa total es de aproximadamente el 30%.
El uso integral de materiales compuestos, que parecían ser los materiales estructurales más prometedores hace unos años, ha sido reemplazado por una suficiencia razonable; en la práctica, estas piezas son difíciles de incluir en la estructura portante, la organización de juntas y la transferencia. de fuerzas son difíciles, y su mantenimiento extremadamente bajo en caso de daño interfiere con la operación. Las fibras rotas son prácticamente imposibles de recuperar en condiciones normales, lo que obliga a sustituir todo el conjunto y limita su uso a pequeñas piezas sólidas. En el diseño del MFI, los paneles de ala, PGO, tapas de escotilla y aletas están hechos de materiales compuestos.
Otra novedad: las aleaciones de aluminio y litio ligeras y fuertes (pero caras) representan el 35%, el acero y el titanio: el 30%, otro 5% son otros materiales (caucho, vidrio, etc.). El F-22 experimentó cambios de diseño similares, cuyos creadores abandonaron una proporción significativa de compuestos, reemplazándolos con titanio y acero.
El crucero supersónico debe ser proporcionado por dos motores turbofan AL-41F, creados por NPO Saturn. Los motores equipados con toberas rotativas tienen un empuje máximo del postquemador de 14000 kgf con un peso seco de 1585-1600 kg. Con un peso de despegue normal, proporcionan a la aeronave una relación empuje-peso de aproximadamente 1,3. El recurso asignado de AL-41F antes de la primera reparación es de 1000 horas, el recurso de partes móviles de las boquillas es de 250 horas (se planea aumentarlo a 500 horas). Los motores pasaron la gama completa de pruebas de vuelo en el laboratorio de vuelo MiG-25 (tablero 306). La velocidad máxima de la MFI debe ser M = 2,6, y el crucero a largo plazo, logrado sin encender el dispositivo de poscombustión, debe ser M = 1,4-1,6. El modo de poscombustión se considera un combate a corto plazo cuando alcanza al enemigo o proporciona una ventaja táctica.
La aeronave está equipada con una toma de aire ventral dividida en dos secciones (cada una sirviendo a su propio motor). Las tomas de aire tienen una cuña horizontal ajustable superior y un labio desviado inferior para un control suave del flujo de entrada (el F-22 tiene tomas de aire de doble salto no ajustables optimizadas para operación supersónica). El diseño del dispositivo de entrada, previsto para 1.42, se distingue por el dispositivo de biseles laterales y una cuña central vertical, que son más ventajosos en términos de sigilo. Las boquillas de los motores también deben hacerse planas para reducir la visibilidad (por cierto, la opinión sobre la firma IR más grande de las boquillas redondas no es cierta: desde los ángulos traseros, la detección por parte de los sistemas IR depende más del grado de derivación de los motores y la mezcla de flujo, "diluyéndolo" con aire frío, así como perfilando el tubo de llama y blindando las turbinas. El 1.42 también está equipado con un sistema de reabastecimiento en vuelo.
La ubicación más baja de la toma de aire también es ventajosa en términos de requisitos de alta maniobrabilidad, lo que le permite evitar la pérdida de flujo durante maniobras intensivas con acceso a ángulos de ataque y giros elevados. La configuración aerodinámica canard con altas propiedades de carga también está sujeta a esto (recuerde que en un avión clásico, el estabilizador "come" parte de la sustentación, mientras que el canard PGO le da un componente positivo). Además, el PGO realiza las funciones de amortiguamiento al alcanzar ángulos críticos.
La rica mecanización del ala - medias desviables de dos secciones, alerones y dos pares de flaperones, que ocupan casi todos los bordes de ataque y de salida, está conectada a un sistema de control digital remoto eléctrico que controla el comportamiento de una máquina estáticamente inestable. Sus características permiten lograr una simbiosis real del fuselaje, los motores con control vectorial de empuje y el equipo de a bordo, al tiempo que simplifica el trabajo del piloto, aumenta la sensibilidad del control y protege la máquina de llegar a modos extremos y escandalosos. En total, el avión lleva siete pares de superficies de control, incluidas las no tradicionales como timones en las quillas inferiores y "aletas" en las partes de la raíz del ala.
La reducción de la visibilidad radar, conseguida, en general, por la disposición de la aeronave y el revestimiento absorbente de radar de sus superficies, en 1.44 solo puede evaluarse mediante soluciones de diseño específicas que reducen el RCS y blindan algunas de las unidades que son especialmente notables en este espectro. El avión no lleva un revestimiento que no sea necesario para las pruebas de vuelo primarias (que fue formulado por los desarrolladores como la tarea de la siguiente etapa: el "problema del pintor"). Además del diseño general con contornos suaves, incluida la sección ovalada aplanada del fuselaje, el sigilo se ve facilitado por la colocación interna de armas (pilones y misiles externos "angulares" que sirven como verdaderos "conejitos" para el radar del enemigo) y el refugio. de los compresores del motor, que también dan "ráfagas" notables cuando se irradian. Los canales de aire que conducen a ellos tienen forma de S. La efectividad de esta solución se puede ver mirando las tomas de aire: solo se ve la superficie curva de los canales, subiendo, sin pasar por el compartimiento de armas y ocultando completamente los discos de entrada del compresor. Los huecos en las juntas de los alerones, flaps, puntas de las alas y timones son impecablemente mínimos. La instalación de quillas espaciadas en el ala con una inclinación hacia afuera de 15 ° está sujeta a la misma tecnología sutil.
Al mismo tiempo, una serie de soluciones, aunque relacionadas con las características individuales de 1.44, no encajan bien en las ideas modernas sobre formas de reducir el EPR: las quillas inferiores, que desempeñan el papel de reflectores de esquina, el descuido del probado organización en diente de sierra de los bordes de escotillas y paneles, las uniones angulares de las quillas, alas y fuselaje, la presencia de gargrot con los mismos "ángulos".
Se llama la atención sobre el dispositivo original de la parte móvil de la linterna cuando la abre levantando dos palancas con un retroceso simultáneo. Esta cinemática puede reducir significativamente el esfuerzo de apertura (con un espesor de acristalamiento de 10 mm, la tapa pesa más de 150 kg) y facilitar su accionamiento. Al mismo tiempo, los espacios alrededor del perímetro son bastante grandes, y el acristalamiento amarillento en sí no se debe en modo alguno a la “pulverización de oro” que protege la radiación de las fuentes de la cabina, como se afirma en algunos lugares. El "secreto" es mucho más simple: es una enfermedad hereditaria del acristalamiento resistente al calor de los cazas Mikoyan, conocidos por los MiG-25 y MiG-31 (gracias a tal "filtro de luz", disparos de alta calidad en película en color no es realmente posible desde sus cabinas).
Tren de aterrizaje triciclo con rueda de morro. El puntal de morro con dos ruedas 620x180 se retrae aguas abajo. Debido a la disposición densa en el área de entrada de aire, no encaja completamente en el nicho y las dos alas que lo cubren tienen una forma convexa en forma de canal. Los puntales principales con absorción de impactos de varios tipos se retraen hacia adelante. Llevan ruedas de baja presión de 1030x320 con frenos ventilados. El uso de ruedas del mismo tipo que en el Su-25 y Su-27 se debe al deseo de simplificar el diseño del prototipo.
El armamento 1.44 no lleva, sin embargo, se reservan compartimentos y se colocan nodos para su instalación. El caza llevará un cañón incorporado de 30 mm con una mayor distancia de fuego efectiva, y su tronera se cerrará con una aleta móvil para reducir la visibilidad del radar y cumplir con los requisitos del vuelo de alta velocidad (se usó una solución similar en el MiG-31). En el compartimiento interno 1.42, la mayoría de los tipos de misiles aire-aire y aire-tierra existentes, así como los misiles de combate aéreo de quinta generación creados especialmente para las IMF, se pueden colocar en instalaciones de catapulta.
Por lo tanto, el misil R-73M altamente maniobrable lleva un buscador con un fotodetector de doble banda multiplataforma con una zona de designación de objetivo de +/- 90 °, cuya sensibilidad y alcance se duplica en comparación con el base. Con un alcance de lanzamiento de hasta 60 km y una altura mínima del objetivo de 5 m, el misil es capaz de maniobrar con sobrecargas de hasta 12, y al acercarse al objetivo de ataque, volver a apuntar desde la antorcha del motor a la parte media más vulnerable. de la aeronave
El misil de medio alcance R-77M es capaz de alcanzar objetivos a una distancia de hasta 90 km. Para su colocación sobre la suspensión interior, se pliegan sus timones. La ojiva que pesa 21 kg es un paquete anular de microcargas acumulativas con un fusible láser. La variante RVV-AE-PD tiene un alcance aumentado de hasta 160 km. Ambos cohetes le permiten implementar un lanzamiento inverso en el hemisferio trasero.
Los cohetes pesados, las bombas y los tanques externos se pueden suspender en tres pares de soportes debajo de las alas, cuyos nodos también están incorporados en la estructura del ala. Sin embargo, las opciones de carga externa no son las principales, aumentando la visibilidad y no permitiendo el vuelo supersónico.
1.44 no lleva una gama completa de equipos de observación y navegación, limitada solo por los sistemas de vuelo necesarios (esto explica el pequeño cono del radar no estándar y algunos carenados "radiotransparentes", como las "tapas" de los quillas, simplemente se maquillaron en el primer coche). Al mismo tiempo, se probaron todas las unidades del complejo, incluso en laboratorios voladores. Está previsto instalar en la aeronave un radar Doppler de 5ª generación con arreglo de antenas en fase, que permita rastrear más de 20 blancos y atacar 6 simultáneamente, así como equipos de observación por canales ópticos e IR para detección, seguimiento y designación de blancos en baja visibilidad. El uso de tales equipos se considera prioritario en términos de secreto (el radar emite un avión con una radiación potente).
Para acomodar un radar retrovisor y una estación de interferencia a bordo, se proporcionan compartimentos en las vigas de la quilla.
Se presta mucha atención a la automatización de la solución de tareas, que es especialmente importante para el despliegue interno de armas, cuando los misiles ocultos en el compartimento del GOS necesitan la designación de objetivos externos de los sistemas de la aeronave hasta el mismo momento del lanzamiento. En la interacción entre el piloto y la máquina se aplican al máximo los principios de "ver-golpear" y "dejar-olvidar".
En cuanto a las perspectivas futuras de las IFI, siguen siendo el tema más difícil. Las razones no radican tanto en problemas técnicos como en una barrera financiera infranqueable. El costo estimado de la IMF, equivalente a $ 70 millones, apenas es consistente con las modestas capacidades del Departamento de Órdenes de la Fuerza Aérea y todo el presupuesto ruso (esta cifra se anunció después de la publicación en los Estados Unidos del costo promedio de la F -22 en la versión completa, pero sin armas ni instalaciones de mantenimiento, que ascendieron a 71 millones de dólares, ¡así que un millón de personas de Mikoyan aún lograron salvar!). Es obvio que la financiación, y no solo en los próximos años, seguirá siendo bastante escasa, y la capacidad de nuestra dirección para gestionar fondos de forma eficaz en un mercado "salvaje" es muy cuestionable.
Después de una serie de escándalos financieros relacionados con las actividades de los funcionarios del MAPO del complejo militar-industrial, se requirió la intervención del gobierno. Como resultado, se realizaron cambios al frente de la firma de Mikoyan, lo que puede tener un impacto directo en el destino de las IMF. La compañía en sí fue renombrada una vez más, después de haber recibido el nombre de RSK MiG, y el puesto de director general fue ocupado por Nikolai Nikitin, un hombre del equipo de Sukhov, conocido como un organizador activo y proactivo. Lo que seguirá, el tiempo lo dirá.
Epílogo. Como decíamos al principio, ha pasado un tiempo considerable desde la redacción de este artículo. El siguiente espectáculo aéreo en Zhukovsky se calmó, en el que nuevamente, por enésima vez, no hubo prototipo de la prometedora máquina Mikoyan. Los visitantes y los periodistas quedaron asombrados por esto: ¿por qué continuar ocultando el avión, cuya existencia es conocida por todos, y las fotografías detalladas recorrieron todas las revistas de aviación del mundo? Las referencias a la imposibilidad de brindar protección en las condiciones de una gran multitud de personas tampoco inspiraron confianza, como dicen, tampoco fueron vigilados así.
Pero Dios está con él, con el salón. Mucho más importante es lo que dijo el nuevo director general de la empresa MiG y lo que luego se reflejó en la nota de prensa de Internet sobre el primer vuelo de la IMF. “Confiamos”, señaló Nikolai Nikitin, “en que gran parte de lo que se incluyó en el caza experimental Izdeliye 1.44 se puede utilizar para crear un caza de quinta generación. Tenemos una comprensión bastante clara de cómo debería ser un caza ruso de quinta generación. Además, hoy estamos trabajando en un plan a largo plazo que tiene en cuenta las realidades económicas y políticas modernas en la mayor medida posible. Los datos obtenidos durante las pruebas de vuelo deberían formar una base sólida para las propuestas de RAC MiG para la creación de un caza de próxima generación para la Fuerza Aérea y la Defensa Aérea de Rusia.
El comunicado de prensa dice literalmente lo siguiente: “... el cambio en la doctrina militar de la URSS y Rusia en los años 90 condujo a un replanteamiento serio del papel de los aviones de combate en la estructura de las Fuerzas Armadas rusas. El liderazgo del país y las Fuerzas Armadas llegaron a la conclusión de que la forma más efectiva de satisfacer las necesidades actuales de Rusia no es la creación de una nueva generación de combatientes, sino un programa a gran escala para la modernización de la flota de frente existente. -línea de aviación. Y además: "A pesar de que el "Producto 1.44" no puede convertirse en un prototipo de un nuevo caza para la Fuerza Aérea y la Defensa Aérea de Rusia, el proyecto es extremadamente importante para el desarrollo futuro de la aviación nacional".
Entonces, todos los puntos sobre "ё", como dicen, están colocados. Si comparamos las cotizaciones y "bombear el agua", queda claro que el programa del luchador multifuncional se detiene. ¡Por lo tanto, más de 10 años de operación de la oficina líder de diseño de aeronaves y miles de millones de rublos del dinero de las personas resultaron ser en gran parte desperdiciados! Además, la culpa de esto no es en absoluto de la propia oficina de diseño. Mientras tanto, nuestro rezago con respecto a los Estados Unidos en el campo de las tecnologías avanzadas, acumulado durante la última década, amenaza con volverse irreversible. Y el razonamiento de Nikolai Nikitin de que las pruebas de vuelo del "producto 1.44" deberían "formar la base de las propuestas" para crear algo nuevo difícilmente agregará optimismo. Después de todo, no se puede recuperar el tiempo perdido. ¿Y cuántos años más pasarán desde la "fundación" hasta el proyecto real, y más aún, hasta su implementación en metal? ¿Y tenemos ese tiempo? Hasta ahora hay más preguntas que respuestas.
Envergadura, m  15.00
longitud  19.00
altura  6.00
Peso, kg 
```
 avión vacío  15000
 despegue máximo  2000
```

tipo de motor  2 turbofan AL-41F
Tracción no forzada, kgf  2x18500
Velocidad máxima, km/h  2448 (M=2.6)
Velocidad de crucero, km/h  1224
Techo práctico, m 
Multitud  1
```
 Dibujo " Mikoyan, Gurevich MFI MiG-1.42 " Dibujo "Mikoyan MiG-1.44 " Fotos:
```

```
IMF 1,44
IMF 1,44
IMF 1,44
IMF 1,44
IMF 1,44
IMF 1,44
IMF 1,44
IMF 1,44
Patrones :
```

```
IMF 1.44    © A. Mikheev
Opciones de color:
```

```
IMF 1,44
```

Lista de fuentes:
Aviamaster. Víctor Markovsky.
Aviación y tiempo
rusos "anti-Reptor" . "1.42" y "1.44": quedan preguntas Aviación y astronáutica. A. Shcherbakov A. El mito del farol
Equipo y armas. Vladimir Ilyin MFI - Alas de combate de primera línea multifuncionales de la Patria. Lev Berne 1.44 - MFI - se convertirá en "MiG" Roman Astakhov. poder ruso. Fighter MiG MFI (pr. 1.44) Desfile militar. MFI - un salto al cielo 
```
Rincón del cielo. 2004
```

## Desarrollo

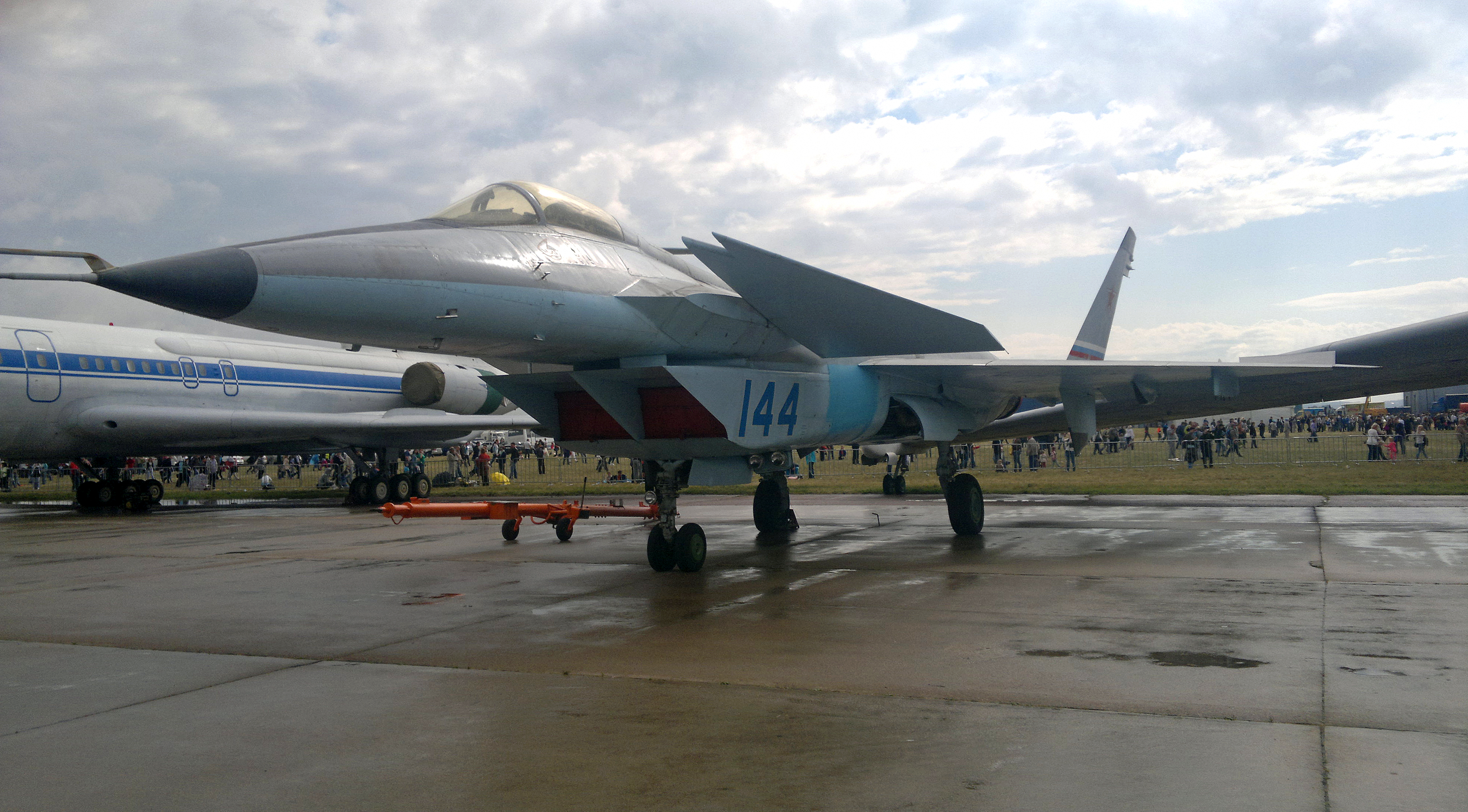
Toma frontal del Mikoyan Proyecto 1.44

La Unión Soviética se fijó la necesidad de tener un avión caza de nueva generación (quinta generación) que pudiera reemplazar en el futuro a los afamados cazas MiG-29 y Su-27, como avión de caza de primera línea en su Fuerza Aérea, para misiones de supremacía aérea, especializado en combate aire-aire a gran altitud y de diseño «furtivo» . El proyecto se conoció bajo la sigla PAK-FA, que es la abreviación del nombre del proyecto que quiere decir "Caza táctico de primera línea" (en ruso: Перспективный авиационный комплекс фронтовой авиации, Perspektivnyi Aviatsionnyi Kompleks Frontovoi Aviatsyi).
La Fuerza Aérea de Rusia solicitó la presentación de un diseño, cuya construcción se adelantaría en un futuro cercano, para un nuevo caza furtivo de vuelo supersónico, de alta maniobrabilidad, con capacidad de transporte de bombas/armamento pesado y de largo alcance. La empresa aeronáutica Mikoyan, fabricante de los afamados cazas MiG-21, MiG-27, MiG-25, MiG-29, MiG-31 y el más moderno MiG-35, presentó este proyecto, al cual denominó MiG 1.44 (MFI). Su configuración alar es de construcción triangular, en forma de ala delta y  canard, al estilo del caza europeo Eurofighter Typhoon, y con los motores instalados bajo el fuselaje central, y supuestamente elevar su tasa de sobrevivencia en un impacto a las turbinas. El proyecto se llevaba a cabo y tenía como meta final el crear un caza para enfrentar al proyecto del nuevo caza furtivo estadounidense F-22 Raptor, el cual era de capacidades consideradas de «quinta generación» y al posterior proyecto multinacional Joint-Strike-Figther, llevado a cabo en conjunto por la firma citada, el alto mando de la Armada de los Estados Unidos y los socios iniciales del F-16A/B de Europa, y que también tenía previsto el ser un caza transportado por los nuevos portaaviones de la OTAN, para disponer de esas mismas capacidades.
Este aparato estaría equipado con un nuevo sistema de avistamiento para combate contra otros aviones caza (IRST), similar al instalado en el caza experimental de pruebas de vuelo y nuevas tecnologías Su-37, con un sistema de puntería integrado en el casco del piloto, en un pequeño domo con una cúpula transparente sobre el cono del Radar, al costado derecho del parabrisas de la cabina de mando, es un sistema de búsqueda y seguimiento del objetivo enemigo por infrarrojos IRST, que va montado sobre el cono del Radar, funciona en dos bandas de radiación infrarroja y se utiliza, junto con el Radar de la nave, en una misión de combate aire-aire contra otros aviones caza en combate cerrado. El sistema funciona como un equipo de búsqueda y seguimiento por infrarrojos, el cual le proporciona al piloto capacidades de detección y seguimiento de los objetivos pasivos en su entorno de combate. En una misión de combate "Aire-superficie", realiza identificación y localización de objetivos. También proporciona ayuda de navegación y de aterrizaje, está enlazado con el visor montado en el casco del piloto, con un sensor que gira en forma permanente, mide la distancia del avión enemigo, sin necesidad de alertar al avión enemigo con la señal del radar de la nave y le informa al piloto, la posición de la nave enemiga.
A pesar de tener mejores perspectivas, el que fuera seleccionado fue el otro proyecto, llevado a cabo por la empresa competidora Sukhoi, lo cual cortó su financiación de forma inmediata, y finalmente, para continuar con las pruebas de vuelo, se pretendía el construir otros cuatro prototipos para seguir adelante con las pruebas de vuelo y su fabricación en serie en el futuro, para equipar a la Fuerza Aérea de Rusia con el primer avión de combate de "quinta generación" antes del año 2015, lo cual, obviamente; no se concretó debido a los serios y constantes retrasos del proyecto.

## Especificaciones

### Características generales
- Tripulación: 1 (piloto)
- Longitud: 19 m
- Envergadura: 15 m
- Altura: 4,5 m
- Peso vacío: 18.000 kg
- Peso cargado: 28.000 kg
- Peso máximo al despegue: 35.000 kg
- Planta motriz: 2× turbofán con postquemador Lyulka AL-41F.  
  - Empuje con postquemador: 176 kN (17 947 kgf; 39 567 lbf) de empuje cada uno.

### Rendimiento
- Velocidad máxima operativa (Vno): 

  - A altitud: 3 210 km/h (Mach 2,6)
  - A nivel del mar: 1 500 km/h
- Alcance: 4000 km (2160 nmi; 2485 mi)
- Techo de vuelo: 21 555 m (70 719 ft)
- Régimen de ascenso: 350 m/s

### Armamento
- Cañones: 1× Gryazev-Shipunov GSh-301 de 30 mm con 250 proyectiles
- Bombas: 

  - Guiadas: KAB-500
  - De caída libre: ODAB-500P
- Misiles: 

  - Misiles aire-aire
    - R-73 (AA-11 Archer) o K-74 de corto alcance guiados por infrarrojos.
    - R-77 (AA-12 Adder) de medio alcance guiado por radar.
    - K-37 de largo alcance guiado por radar.

  - Misiles aire-superficie:
    - Kh-55
    - P-800 Ónix
    - P-270 Moskit

### Desarrollos relacionados
- Mikoyán LMFS

### Aeronaves similares
- / KAI KF-X
- Chengdu J-20
 Shenyang J-31
- F-35 Lightning II
 Lockheed Martin F-22 Raptor
- HAL Medium Combat Aircraft
/ Sukhoi/HAL FGFA
- Mitsubishi ATD-X
- Sukhoi Su-57
 Sukhoi Su-47
 Sukhoi Su-35
 Sukhoi Su-33